# Charbonnières-les-Varennes
Charbonnières-les-Varennes település Franciaországban, Puy-de-Dôme megyében. Lakosainak száma 1914 fő (2022. január 1.). Charbonnières-les-Varennes Châtel-Guyon, Enval, Loubeyrat, Manzat, Pulvérières, Saint-Ours és Volvic községekkel határos.

## Népesség
A település népességének változása:
| Lakosok száma | 1627 | 1685 | 1717 | 1728 | 1759 | 1789 | 1840 | 1874 | 1914 |
|               | 2013 | 2015 | 2016 | 2017 | 2018 | 2019 | 2020 | 2021 | 2022 |